# Timor Steffens
Timor Steffens (Roermond, 9 oktober 1987) is een Nederlands danser, choreograaf en televisiepersoonlijkheid. Hij brak door in 2008 met So You Think You Can Dance, waar hij tweede werd.
Hij was danser voor onder andere Michael Jackson, Janet Jackson, Madonna, Chris Brown, Rihanna, Whitney Houston, Beyoncé, Usher, Britney Spears en Christina Aguilera.

## Levensloop
Steffens werd geboren in Roermond. Op zijn zesde verhuisde hij naar Rotterdam. Hij volgde een kappersopleiding en een opleiding elektrotechniek, maar beide maakte hij niet af. Op zijn achttiende begon hij met dansen en een jaar later werd hij aangenomen op de Rotterdamse Dansacademie. In 2008 deed hij mee aan de talentenjacht So You Think You Can Dance. Hij eindigde als tweede, achter winnaar Ivan Paulovich. De Amerikaanse choreograaf Dan Karaty was echter 'razend enthousiast' over Steffens. Zodoende vertrok hij twee maanden na de finale, evenals de winnaar, naar de Verenigde Staten. In Los Angeles bouwde hij een netwerk van contacten op om zo meer bekendheid te genereren.
In mei 2009 werd bekend dat Steffens een werkvisum voor de Verenigde Staten had gekregen. Hiermee mocht hij tot 2011 in het land blijven werken. Dit in verband met een 'grote opdracht' die hij binnen had gesleept. Vier dagen later werd bekend dat hij mee zou gaan dansen met zanger Michael Jackson tijdens zijn This is it-concertreeks in Londen die zou duren van juli 2009 tot maart 2010. Jackson overleed echter voortijdig op 25 juni, waardoor de concertreeks nooit plaats zou vinden. Steffens zei 'geschokt' te zijn door zijn overlijden. Op 7 juli 2009 danste Steffens met de andere achtergronddansers tijdens de herdenkingsdienst van Jackson die wereldwijd live werd uitgezonden. Ook was hij aanwezig bij zijn begrafenis op 3 september 2009. Op 28 oktober 2009 kwam de film Michael Jackson's This Is It uit, waarin Steffens op de repetitiebeelden als achtergronddanser te zien was.
In het voorjaar van 2010 werkte Steffens, samen met Jermaine Jackson, aan het SBS-programma Move Like Michael Jackson mee. Datzelfde jaar danste hij als achtergronddanser in de film Burlesque en was hij een half jaar lang het gezicht van de schoenenwinkel PRO.
Steffens was in 2011 een lid van het dansgezelschap van zanger Chris Brown. Hij trad op met de zanger en is ook te zien in zijn videoclips. In het najaar van 2012 was hij te zien als jurylid (in de categorie dans en beweging) in het RTL 4-programma Beat the Best. In mei 2014 werd bekend dat Steffens de creative director werd van The Voice of Italy. Van september 2015 tot en met november 2019 was Steffens als jurylid te zien in het televisieprogramma Dance Dance Dance, dat oorspronkelijk op RTL 4 te zien was en later bij SBS6. In het voorjaar van 2019 was Steffens als jurylid te zien in het televisieprogramma DanceSing.
In 2024 was Steffens een van de deelnemers aan het 24e seizoen van het RTL 4-programma Expeditie Robinson. Hij wist na 35 dagen de finale te behalen en eindigde als verliezend finalist. In 2025 deed hij samen met Carolina Dijkhuizen mee aan het televisieprogramma That's My Jam.

## Privé
Steffens is half Marokkaans, een kwart Duits en heeft ook Indiaanse roots. Steffens heeft een driejarige relatie gehad met model Zoey Ivory. Zij zijn in mei 2021 uit elkaar gegaan.

## Trivia
- Steffens vertolkte in 2018 een versie van zichzelf in de bioscoopfilm Bon Bini Holland 2.